# Ізабелла Французька (королева Англії)
Про католицьку святу дивіться статтю Свята Ізабелла Французька.
Ізабелла Французька (англ. Isabella of France бл. 1295 — 22 серпня 1358) пізніше прозвана Французькою вовчицею — королева Англії, дружина англійського короля Едуарда II, мати короля Едуарда III. Вона була дочкою французького короля Філіпа IV Красивого і його дружини Жанни І Наваррської. Сестра останніх королів із династії Капетингів.

## Біографія

### Дитячі роки

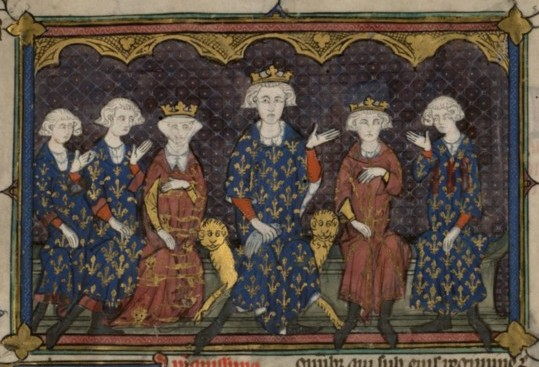
Сім'я Філіпа IV, Dimna va Kalila, 1315. Зліва на право: брати Ізабелли Карл і Філіп, Ізабелла, Філіп IV, старший брат Людовик і дядько Карл Валуа.

Рік народження Ізабелли, шостої дитини Філіпа IV і Жанни І Наваррської, точно не з'ясований. З документів щодо її шлюбу з Едуардом ІІ вважають, що вона народилася близько 1295 року. Письмові джерела вказують ще інші дати: 1288 рік, 1292 рік, червень 1299 року. Найбільш поширеною є думка, що Ізабелла народилася між січнем 1295 і січнем 1296 років; французькі хроністи Гійом де Нанжі (англ. Guillaume de Nangis) і Томас Волсінгем пишуть, що в момент одруження їй було 12 років.
Відомостей про дитинство Ізабелли майже не залишилося. Перші роки вона провела в палаці Сіте (фр. Palais de la Cité) у Парижі. Її годувальницею і першою вихователькою була Теофанія де Сент-П'єр, яка прищепила дівчині любов до літератури. Ймовірно, принцеса була освічена трохи вище середнього рівня. У цю епоху жінки зазвичай навчалися письму і читанню в монастирях.

### Шлюбні плани
Як було прийнято в цей період, усі діти Філіпа IV побралися заради політичної вигоди. Ізабелла була обіцяна за дружину спадкоємцю Едуарда І. Шлюб був частиною мирного врегулювання конфлікту Англії і Франції через конфіскацію Філіпом Гасконі в 1294 році. У 1299 році папа Боніфацій VIII запропонував подвійне весілля: овдовілий англійський король Едуард I повинен був одружитися з сестрою Філіпа Маргаритою, а його син, майбутній Едуард II, — з Ізабеллою після досягнення нею шлюбного віку. Після об'єднання двох королівських домів Гасконь поверталася Англії. Проте в 1303 році Едуард I почав шукати іншу наречену для сина. Філіп кілька років вів війну у Фландрії і побоювався, що знову буде залучений в бойові дії з Англією. З огляду на сформовані обставини французький король погодився передати Гасконь Англії. Договір між Францією і Англією, укладений у Парижі в 1303 році, затвердив статус Гасконі як володіння англійського короля з моменту заручин королівських дітей, що відбулися в день його підписання. Едуард I помер 7 липня 1307, перед смертю наказавши синові одружитися з Ізабеллою. Новому англійському королю, що вів війну в Шотландії, був необхідний тривалий мир з Францією, і він не став більше відкладати одруження. 25 січня 1308 в соборі в Булоні відбулося вінчання Едуарда II і Ізабелли Французької.

### Перші роки шлюбу.Гавестон
Майбутній Едуард ІІ був наймолодшою дитиною Едуарда І й Елеонори Кастильської. Його брати померли ще до його народження, а сестри були значно старшими за нього. Тому король виховував сина разом з іншими десятьма юнаками з лицарських родів. Одним із них був Пірс Гавестон, чий батько воював в армії короля Франції і Уельсу. У молодиків зав'язалися тісні взаємини. Більшість сучасних джерел, не називаючи їх гомосексуальними, підкреслюють незвичайну близькість. Деякі сучасні історики, наголошуючи, що в Ізабелли й Едуарда було четверо дітей, заперечують гомосексуальність англійського короля. Гавестон був у складі делегації, яка 7 лютого 1308 вітала молодят, коли вони висадилися в Дуврі. Його зустріч з Едуардом II була надзвичайно тепла, що справило неприємне враження на дядьків Ізабелли (графів д'Евре і Валуа), які супроводжували подружжя до Англії. Пізніше Едуард передав Гавестону коштовності, подарунок Філіпа IV, і частину ювелірних виробів, що складали придане Ізабелли. У Дуврі Ізабеллу зустріли найшляхетніші дами королівства, серед яких була Ізабелла Вескі, що стала на багато років довіреною особою королеви. Перші роки подружнього життя відзначені конфліктом між англійським королем і його баронами, незадоволеними привілейованим становищем Гавестона. Одним із приводів послужило те, що на коронації Едуарда й Ізабелли (25 лютого 1308) Гавестон був одягнений у пурпур, що було дозволено лише особам королівської крові, і ніс корону Едуарда Сповідника — честь, яка могла бути надана тільки англійському дворянину найвищого стану. Уже 3 березня Парламент закликав до вигнання Гавестона. Серед тих, хто підтримував баронську опозицію, були мачуха Едуарда Маргарита, батько його дружини Філіп IV, архієпископ Уінчелсі.

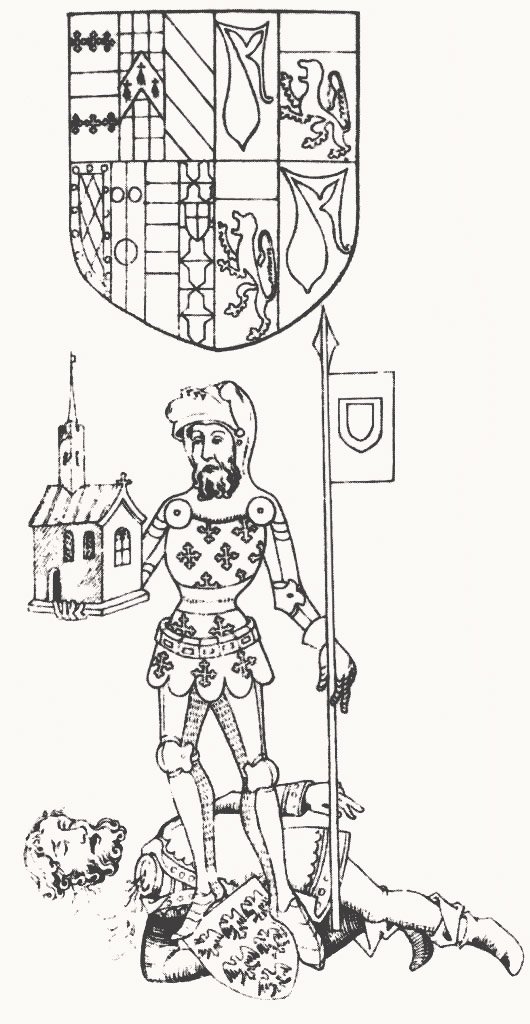
Гі де Бошан, 10-й граф Ворік, стоїть над трупом Гавестона. Малюнок XV століття.

У 1310 році за постановою Парламенту на час шотландського походу Едуарда правління країною було передано комітету з двадцяти одного ордейнера, до якого входили єпископи й барони. Після повернення короля ордейнери передали йому постанову (ордонанс) з сорока одного пункту, котра мусила виконатися та обмежувала його владу. У пункті двадцятому вимагалося назавжди віддалити Гавестона (він разом із королем брав участь у шотландській війні 1310-1311 років), оскільки він давав королю «неправильні поради». Також Едуард був звинувачений Парламентом у невдалих діях під час війни в Шотландії. Гавестон знову покинув Англію, але повернувся в березні 1312. Це порушення постанови Парламенту спонукало баронів взятися за зброю: схопивши Гавестона, вони стратили його 19 червня 1312. Це породило розкол серед ордейнерів, тому що декотрі з них визнали цю дію безправною і незаконною, і дещо посилила позиції короля, якому багато хто співчував.
Відомостей про участь Ізабелли в боротьбі проти Гавестона немає. Весь цей час вона перебувала в тіні. Едуард проводив більше часу з фаворитом, ніж із нею, і лише нагадування короля Філіпа повертали короля в сім'ю. У перші місяці вигнання Гавестона подружжя возз'єдналося, Ізабелла стала супроводжувати чоловіка в поїздках, вони разом провели Різдво 1308 року у Віндзорі. Її фінансове становище  також покращилося. Відомо, що на Різдво 1311 королева послала дружині Гавестона, Маргарет де Клер, цінні подарунки. Взимку 1312 Едуард переніс свій двір у Йорк. Відправивши вагітну Ізабеллу в пріоратство Тайнемут, він узявся за порятунок Гавестона. З щоденних записів її двору випливає, що в цей період вона вела активне листування, зокрема з бунтівними баронами. Зміст листів невідомий, але передбачається, що це були спроби примирення з опозицією, зроблені на прохання Едуарда. Як Ізабелла сприйняла страту Гавестона, свідчень не залишилося. Філіп IV визнав за необхідне послати на допомогу зятю свого брата графа д'Евре на чолі делегації законознавців для сприяння примиренню короля і опозиції. У Англії для умиротворення баронів прибули також легати папи римського. У середині вересня 1312 почалися складні переговори, в яких брала участь Ізабелла, заслуживши репутацію миротвориці.

### 1312-1321 роки
13 листопада 1312 Ізабелла народила першу дитину — спадкоємця престолу Едуарда. Скорбота Едуарда за Гавестоном трохи зменшилася при народженні принца: «Інакше, якби король помер бездітним, корона неодмінно стала б предметом для чвар». 20 грудня 1312 Едуард завдяки наполяганням послів французького короля і папи римського уклав мир з убивцями Гавестона, на чолі яких стояв наймогутніший магнат Англії, двоюрідний брат короля, Томас Ланкастер. Але Едуард не облишав надії помститися за смерть фаворита.
Відомостей про будь-які непорозуміння між подружжям у наступні десять років після смерті Гавестона немає. Якщо вони перебували в розлуці, то регулярно обмінювалися посланнями. Як правило, листи короля були секретні, тому відразу після прочитання знищувалися. Імовірно, Едуард цінував розум Ізабелли і її дипломатичні здібності, які вона вже встигла проявити. Едуард шанував дружину та щедро забезпечував її.

Герб Ізабелли Французької

У 1313 році Ізабелла і Едуард відвідали Францію. Вони були запрошені Філіпом IV на посвячення в лицарі братів Ізабелли. Побувавши в Гасконі, подружжя попрямували до Парижа. Подорож була відзначена великою кількістю свят і нещасним випадком: під час пожежі згорів намет англійської королеви, а сама Ізабелла була поранена. Філіп IV пішов на деякі поступки зятеві в гасконському питанні й висловив готовність видати йому грошову позику. Передбачається, що цей візит привів до скандальних викриттів у королівській сім'ї: Ізабелла подарувала багато прикрашені кошелі дружинам своїх братів. Пізніше вона зауважила, що кошелі, подаровані нею невісткам, виявилися у двох нормандських лицарів — Готьє і Філіпа д'Оне, присутніх на бенкеті у Вестмінстері. Ізабелла запідозрила своїх невісток у подружній невірності й, імовірно, повідомила про це королю Філіпові під час свого наступного візиту до Франції в 1314 році. Виникла справа Нельської вежі, в результаті якого дві невістки Ізабелли — Бланка і Маргарита Бургундські, звинувачені в подружній зраді, були засуджені на довічне ув'язнення. Достовірно відомо, що під час цієї справи Ізабелла перебувала у Франції, до 19 березня — у Парижі. Ходили чутки, що саме вона розповіла все королю. Деякі дослідники вважають, що Ізабелла виказала своїх невісток, щоб кинути тінь на потомство братів, маючи намір згодом вимагати французький трон для свого сина. Однак у такому випадку вона повинна була передбачати, що її брати, тоді ще дуже молоді, не вступлять у нові шлюби або більше не будуть мати потомства. Взагалі немає жодних доказів, що була така змова. Сама ж поїздка англійської королеви до Франції навесні 1314 була викликана необхідністю врегулювати гасконський договір.
У новій військовій кампанії на півночі 24 червня 1314 при Баннокберне англійські війська були розбиті шотландцями під проводом Роберта Брюса. Едуард, ледь уникнувши полону, звинуватив у невдачі баронів. Прикордонні англійські володіння піддалися нападам шотландців. Після поразки в Шотландії Томас Ланкастер фактично захопив владу в країні. У вересні в Йорку на засіданні Парламенту Ланкастер поставив у провину Едуарду недотримання Ордонансів, і, як наслідок цього, поразку у війні. Король був змушений погодитися на скорочення витрат з утримання двору й адміністрації. Відомо, що Ізабелла стала на бік чоловіка. Вона зміцнила свій союз з ворогом Ланкастера Генрі де Бомоном, сестра якого, Ізабелла де Вескі, придворна дама, була її близькою радницею. Бомони у свій час були віддалені від двору на вимогу ордейнерів, але королева повернула їх. Крім того, завдяки королеві Едуард у своїй боротьбі проти Ордонансів користувався порадами законознавців Філіпа IV. Ланкастер виступив проти Ізабелли, зменшивши її грошове утримання і переслідуючи її оточення. У 1315-1317 роках Англію, як інші країни Північної Європи, вразив голод, у результаті якого загинули тисячі людей, а країна відчула серйозні фінансові проблеми. Відомо, що, проїжджаючи через Сент-Олбанс 9 серпня 1315, король і королева з великими труднощами добули хліб. Укази Едуарда про зниження цін на їстівні припаси не змогли полегшити становище країни.
Незважаючи на народження в 1316 році другого сина, Джона, положення Едуарда було не міцним. Королева запропонувала Ланкастеру стати хрещеним принца, проте він був відсутній на церемонії. Вона зайняла більш активну роль в управлінні країною, беручи участь з дозволу Едуарда в засіданнях Ради. У цей же час збільшилися її земельні володіння, Едуард подарував дружині також деякі маєтки і землі, що належали Гавестону. Восени 1316 за наполяганням дружини король скасував обрання свого кандидата на місце єпископа Даремського Генрі Стенфорда. Ізабелла бажала бачити єпископом «цілком безграмотного» (на думку представників Даремської єпархії) Льюїса Бомонта, брата Генрі Бомонта й Ізабелли Вескі, запевняючи, що тільки він буде опорою короля в боротьбі проти шотландців. Ще одна спроба Ізабелли посадити на єпископське крісло (в Рочестері) свого кандидата не увінчалася успіхом. Її кандидат знову протистояв кандидатові короля, і папа був надзвичайно здивований, що королева діє всупереч волі чоловіка.
У цей же час в Оксфорді якийсь Джон Дейдрас оголосив, що він справжній король Англії, у дитинстві підмінений Едуардом. Дейдрас виявляв готовність довести свою правоту в поєдинку з королем. Самозванець був схоплений і страчений, проте непопулярність Едуарда була така велика, що багато хто вірив, що він несправжній король. За повідомленням автора «Життєписи Едуарда Другого» інцидент з Дейдрасом глибоко стурбував королеву.
У 1318 році Ізабелла брала участь у переговорах між Ланкастером, відставленим від влади через свою нездатність керувати, проте все ще представляючи серйозну загрозу, і королем. Лікський договір, підписаний 9 серпня, зобов'язував Едуарда дотримуватися Ордонансів і підкорятися раді на чолі з графом Пембруком. До складу ради увійшов Г'ю Діспенсер-старший, противник Лікського договору. Його син став камергером, а пізніше новим фаворитом короля.
У 1319 році Джеймс Дуглас, воєначальник Роберта Брюса, зробив спробу взяти Ізабеллу в заручниці. Королева разом із дітьми знаходилася неподалік від Йорка в той час, як король облягав Бервік. Лише випадково план Дугласа зірвався. Король, дізнавшися про небезпеку, якої зазнала Ізабелла, негайно зняв облогу Бервіка й пішов в Йорк. Можливо, що метою шотландців була якраз відхід короля від стін Бервіка. Підозри у зраді впали на одного лицаря, Едмунда Дарела, який був заарештований і звинувачений у розкритті місцезнаходження Ізабелли, але його провина не була доведена.
У 1320 році Ізабелла супроводжувала Едуарда на континент. Англійський король приніс у Ам'єні омаж Філіппу V. Під час цього візиту Едуард заручився підтримкою брата дружини в боротьбі з баронською опозицією і вирішив із ним питання про Понтьє, де в цей час профранцузька партія підривала владу англійців.

### Піднесення Діспенсерів. 1321-1325
Близькість Діспенсерів до короля послужила причиною нового спалаху невдоволення. Старший Діспенсер мав репутацію «жорстокої і жадібної» людини. Як багато хто вважали, син Г'ю Діспенсера-старшого був коханцем короля. Діспенсер-молодший мав необмежений вплив на Едуарда, за повідомленням хронік, будь-яке його бажання тут же ставало наказом короля. Сім'я фаворитів за підтримки Едуарда вступила в конфлікт з аристократією королівства. Спочатку Г'ю-молодший, користуючися своїм становищем, домігся більшої частини спадщини герцога Глостера, потім зосередив увагу на землях Валлійської марки і, перш за все, деяких маєтках Роджера Мортімера, барона Вігмора. А після того, як Г'ю-молодший домігся від короля рішення про конфіскацію маєтку Гоуер у Джона Морбрея, лорди Марки об'єдналися проти Діспенсерів. Ізабелла, яка свого часу терпіла дружбу чоловіка з Гавестоном, не збиралася миритися з його захопленням Діспенсером-молодшим. Судячи з деяких фактів, вона протистояла Діспенсерам. Наприклад, на прохання лордів Марки, королева втрутилась у сварку між абатом Сент-Олбенса і пріором одного з відділень обителі, Вільямом Сомертоном, ставши на бік  останнього, на незадоволення Діспенсера. Проте в своїй боротьбі проти сімейства фаворитів вона не могла спертися на «незадоволених» магнатів, так як залишалася вірною королю. 14 липня Ізабеллі і двом сановникам короля була передана велика державна печатка, що свідчить про довіру, яку мав у той час до неї Едуард. У липні 1321 вона народила свою другу дочку Джоан. Пологи відбувалися в замку Тауер, так як ситуація в країні була на межі громадянської війни, і Едуард вирішив, що королева буде у безпеці в добре укріпленій цитаделі. 29 липня перед міськими стінами Лондона зупинилося військо бунтівних баронів на чолі з Мортімером, які мали намір домогтися вигнання Діспенсерів. Тауер, де перебувала королева з дочкою, був оточений. 1 серпня до Мортімера приєдналися інші «незгодні» разом з Ланкастером. Аймер де Валанс просив Ізабеллу втрутитися, щоб відвернути воєнне зіткнення. Королева публічно на колінах благала чоловіка порвати з Діспенсерами, але незабаром Едуард повернув їх до двору.
Після короткочасного перепочинку восени 1321 напруженість між королем і баронами тільки зросла. Ізабелла вирушила у паломництво в Кентербері, у ході якого побажала зупинитися в замку Лідс, фортеці, що належить прихильникові Ланкастера лорду Бедлсміру. Історики вважають, що візит королеви був невипадковий — можливо, Едуард спровокував його, щоб створити привід до війни. Королеву образили, відмовившись прийняти її. Сталася сутичка між охороною Ізабелли і гарнізоном замку, загинуло шестеро людей зі свити королеви. 3 жовтня 1321 Ізабелла послала королю листа з вимогою помститися за смерть своїх слуг. Наприкінці того ж місяця за наказом Едуарда війська на чолі з Пемброком взяли в облогу замок Лідс. У цей час королеві, яка перебувала в Рочестері, знову було залишено велику печатку й довірено контроль над королівською канцелярією. Дії короля отримали несподіване схвалення як у більшої частини баронів, так і серед простого люду. Едуард сам очолив облогу, коли ж 31 жовтня Лідс здався, він стратив коменданта замку і його солдатів. 1 грудня 1321 лондонський збір духовенства під натиском Едуарда анулював рішення про вигнання Діспенсерів.
Прагнучи закріпити успіх, Едуард вийшов походом на опозиціонерів. У січні 1322 армія Едуарда поблизу Шрусбері змусила капітулювати Мортімерів. У березні після битви при Бороугбрідже був полонений Томас Ланкастер. Мортімери були ув'язнені в Тауері. Ланкастер негайно страчений: Едуард і Діспенсери святкували перемогу.
Після поразки баронської опозиції пішли репресії. Едуард під впливом Діспенсерів конфісковував землі, обмежував свободи, страчував і ув'язнював членів сімей бунтівних магнатів, зокрема жінок і людей похилого віку. Хроністи засуджували жорстокість покарань. Папа Іоанн XXII безуспішно закликав Едуарда стримати свій гнів. Серед гноблених були люди, близькі до Ізабелли. Відомо, що королева успішно клопотала про прощення одного із заколотників, лорда Новілла. Однак, за повідомленням Фруассара, Діспенсер, бачачи «незадоволення королеви», спонукав короля діяти ще більш безжально.

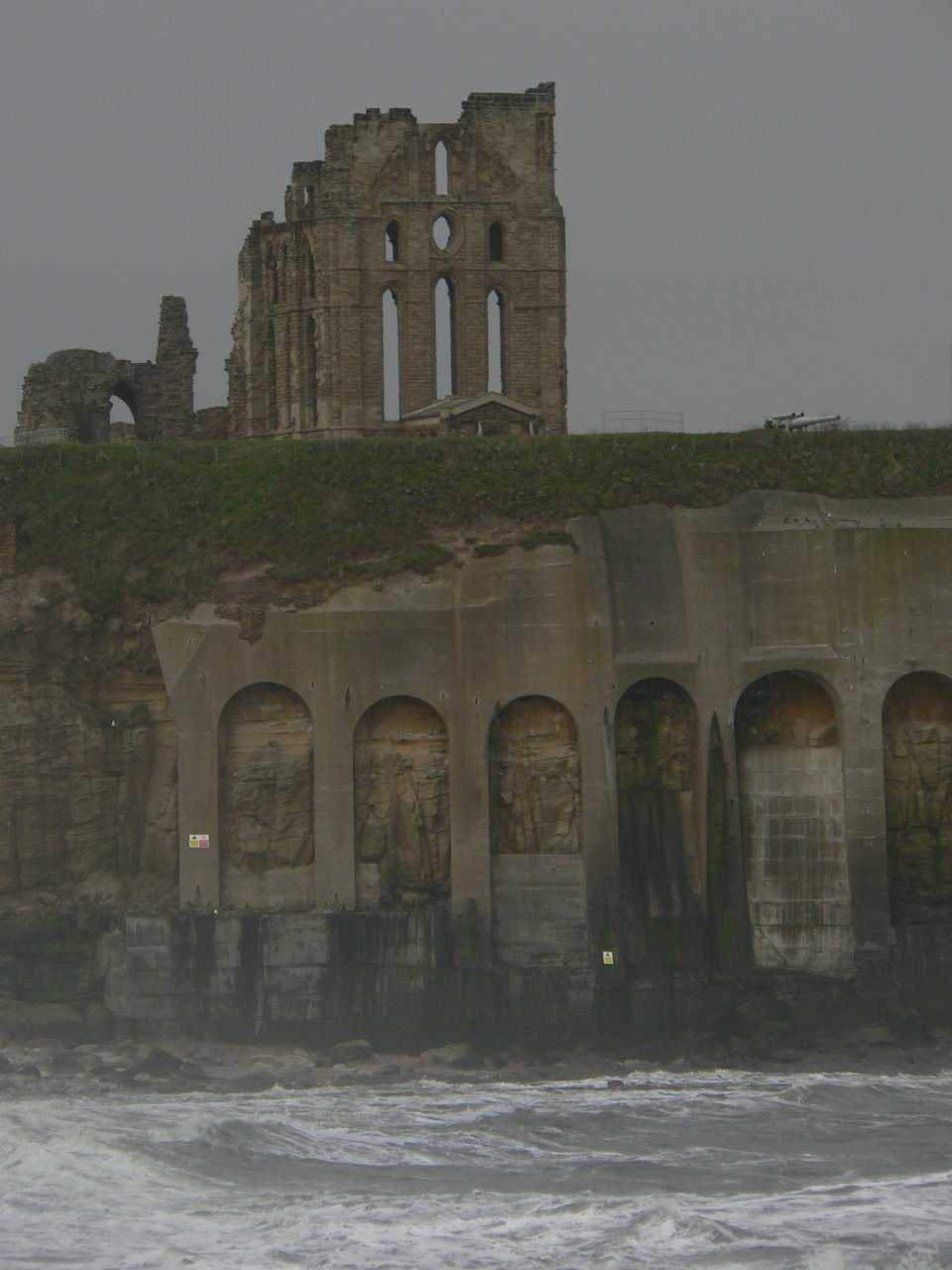
Пріораторство Тайнемут. Звідси втікала Ізабелла від шотландців

Відносини королеви й Діспенсера-молодшого погіршилися: він відмовляв у виплаті їй грошового утримання та не повернув замки Мальборо і Дівайзіс, передані нею навесні 1321 відповідно Діспенсер-старшому та союзнику короля Оліверу Інгхему. Деякі автори вважають, що Діспенсер-молодший замахнувся на життя або честь Ізабелли. Ставлення самого Едуарда до дружини стало помітно холоднішим. Відсутність імені Ізабелли в ділових паперах з 1 листопада 1322 по 18 вересня 1324 свідчить про те, що вона впала в немилість і була позбавлена фінансової підтримки.
У цьому ж році Ізабелла потрапила в небезпечну ситуацію в ході бойових дій з шотландцями. Після чергової поразки, цього разу при Старому Байленді, Едуард вирушив на південь, мабуть, щоб зібрати нові війська. Ізабелла зі свитою залишилася в пріоратстві Тайнемут. Шотландці здійснювали спустошливі набіги на північні землі Англії. Поки їхня армія продовжувала просування на південь, Ізабелла поділилася з чоловіком побоюваннями щодо своєї особистої безпеки й попросила збройної допомоги. Едуард спочатку запропонував королеві вислати людей Діспенсера, вона ж, негайно відкинувши подібну пропозицію, наполягла на тому, щоб прибули війська, у відданості яких вона не мала підстав сумніватися. Однак, поспішно відступаючи на південь разом із військом Діспенсерів, Едуард випустив ініціативу з рук, в результаті чого Ізабелла виявилася відрізаною від нього шотландцями, в той час як уздовж берегової лінії курсували кораблі фламандців, що були колишніми союзниками шотландців у цій війні. Ситуація ставала запеклою. Щоб не потрапити в полон, Ізабелла змушена була послати навперейми шотландцям сквайрів зі своєї особистої свити, в той час як залишені з нею лицарі зуміли захопити корабель. Коли битва була в самому розпалі, Ізабелла разом з супроводжуючими особами зуміла сісти на корабель. У результаті цього поспішного відступу загинули дві фрейліни з її свити. Кораблю, на борту якого перебувала королева, вдалося ухилитися від зустрічі з фламандським флотом. Ізабелла благополучно висадилася в Йорку. Пізніше, у 1326 році, королева звинувачувала Едуарда в тому, що під впливом Діспенсера він кинув її в Шотландії без допомоги. На думку деяких дослідників, Діспенсер не міг піддати королеву і її свиту небезпеці умисно: разом з Ізабеллою була його дружина Елеонора. Американський історик Едвард Льюїс вважає, що ситуація, у якій опинилася Ізабелла, була спровокована Льюїсом Бомоном, єпископом Дарема, протеже Ізабелли.

### Війна в Гасконі
Згідно з Паризьким договором король Едуард як герцог Аквітанії зобов'язаний був приносити васальну присягу королю Франції за свої володіння в Гасконі. За короткий час на французькому троні змінили один одного три брати Ізабелли. Едуард уникнув принесення присяги Людовіку X і лише під великим тиском присягнув Філіппу V. Коли ж королем став Карл IV, Едуард, наскільки це було можливо, відкладав поїздку на континент, що провокувало зростання напруги у відносинах двох країн. Однією зі спірних територій було графство Аженуа. Військовий конфлікт почався в листопаді 1323 після побудови французами бастіди в Сен-Сардо, частини Аженуа, підпорядкованої Франції. Гасконці під проводом англійського сенешаля Ральфа Бассета захопили і зруйнували бастіду. Французькі війська у відповідь невдало штурмували замок Монпеза. Після відмови Едуарда видати ініціаторів нападу на Сен-Сардо Карл IV оголосив Гасконь і Понтьє конфіскованими. Восени 1324 Карл Валуа захопив фортецю Ла Реоль. Намісник англійського короля, граф Кентський, був змушений підписати перемир'я на умовах, продиктованих Карлом Валуа. Французи зайняли всю Аквітанію, крім прибережних районів.
Конфлікт між Англією і Францією вплинув на положення Ізабелли. У березні 1324 чоловік перестав виплачувати їй грошове утримання. Від королеви зажадали присяги на вірність Діспенсеру-молодшому — вона відмовилася. Восени 1324 всі землі Ізабелли були конфісковані королем, а сума, що виділялася на її особисті витрати, зменшена з 11000 до 1000 марок на рік. У кінці вересня 1324, коли парламент ухвалив вигнати всіх французів із королівської служби, Ізабелла позбулася своїх відданих слуг, що були з нею багато років. У жовтні виплата грошей на витрати королеві була передана до рук Діспенсерів. Трьох молодших дітей Ізабелли передали на виховання родичам фаворитів, щоб захистити їх від впливу королеви-французки. Карл IV, якому сестра скаржилася в листах на своє становище, вимагав припинити утиски королеви, проте Едуард не послухав цього заклику.

### Від'їзд у Францію
Незважаючи на те, що особиста зустріч Едуарда з французьким королем могла полегшити ситуацію з Аженуа, той, як раніше, відмовлявся залишати Англію навіть на короткий час, побоюючись, що в його відсутність барони розправляться з Діспенсерами. Карл IV через папу зробив Едуарду пропозицію: він готовий скасувати конфіскацію земель, якщо англійський король поступиться Аженуа. Папа запропонував як посла королеву Ізабеллу. Для неї несподівано з'явилася можливість покінчити зі своїм принизливим становищем, і, щоб не зірвати свою поїздку до Франції, вона намагалася поводитися з Діспенсерами дружелюбно.

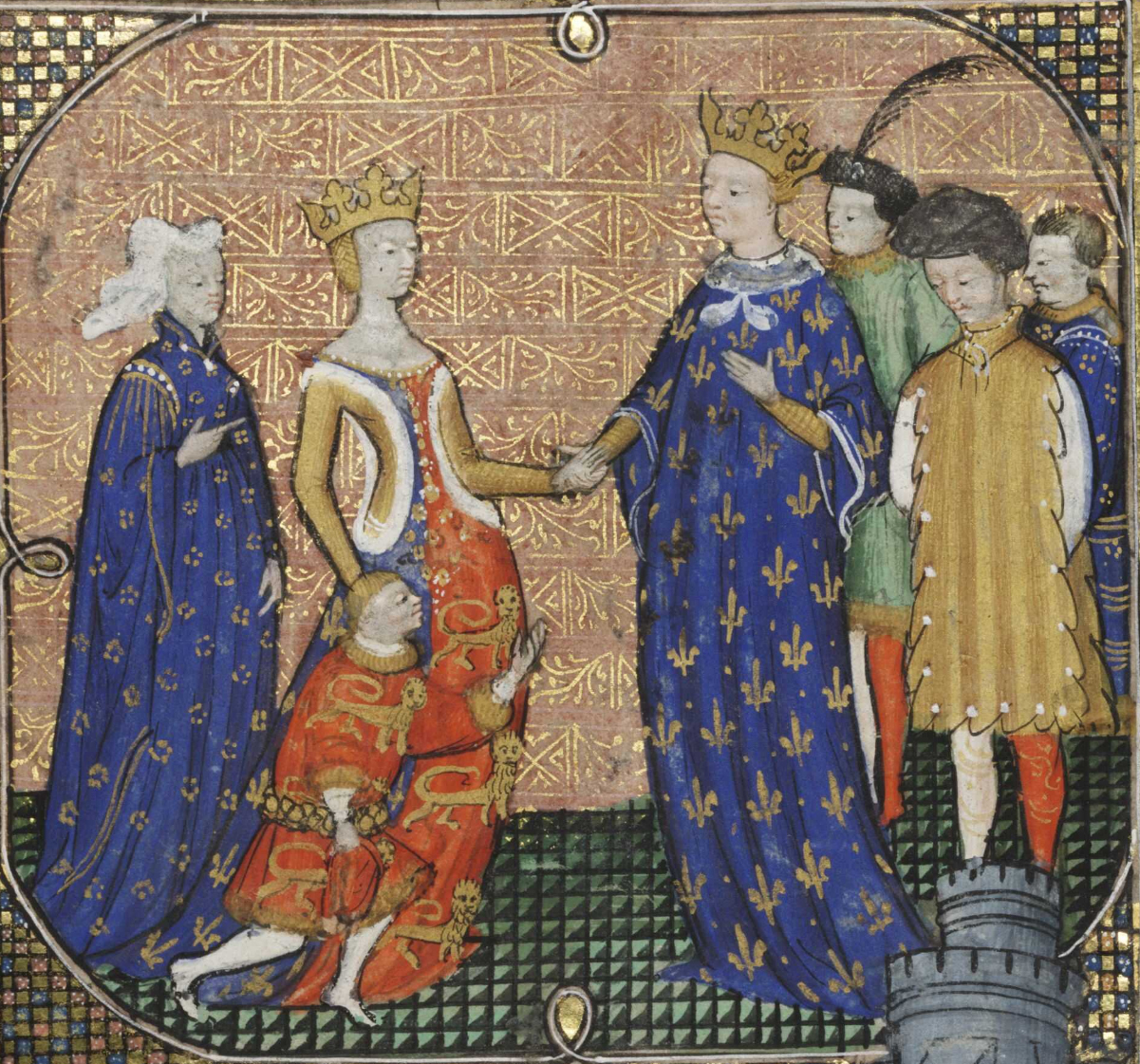
Майбутній Едуард ІІІ приносить оммаж Карлу IV. Середньовічна мініатюра

Навесні 1325 Ізабелла прибула до Парижа. 30 травня був складений мирний договір на жорстких для англійців умовах, що містив усе-таки пункт про необхідність вирішення питання отримання Аженуа королем Англії. Карл IV затвердив договір 31 травня, Едуард II — 13 червня. На думку Пола Доерті, договір, несприятливий для Англії, міг послужити дискредитації влади Діспенсерів, чого прагнули і король Франції, й Ізабелла зі своїми прихильниками. Після підписання договору Едуард побажав, щоб дружина повернулася додому. Влітку вона переселилася з Парижа в замок Шатонеф, пізніше зупинялася в безлічі замків в околицях столиці. Оскільки гроші з Англії перестали приходити, Карл оплачував витрати сестри. Едуард, ймовірно, збирався вирушити до Франції для принесення оммажу, проте 24 серпня, вже перебуваючи в Дуврі, оголосив, що хворий. На континент король відправив делегацію, на чолі якої стояли єпископи Річмонд і Стратфорд, їхнім завданням зокрема була підготовка до церемонії принесення присяги. 2 вересня в Парижі Ізабелла подала Стратфорду ідею про передачу прав на всі англійські володіння на континенті принцу-спадкоємцеві, з тим, щоб він прибув для здійснення оммажу. Едуард II погодився на цю комбінацію, що стало нечуваною удачею для Ізабелли: її старший син вивільнявся з-під впливу Діспенсерів і ставав її заручником. У вересні 1325 він приніс присягу, але, всупереч бажанням Едуарда II, Ізабелла залишилась разом із ним у Парижі. Її двір став центром для всіх незадоволених політикою Едуарда II. За повідомленням єпископа Ексетера Степлдона, який приїхав на континент за завданням Едуарда, при французькому дворі збиралися вороги англійського короля. Ізабелла створила свій двір у вигнанні, до якого приєдналися найбільш високопоставлені особи, зокрема Едмунд Кентський, який прибув у Францію, щоб одружитися з кузиною Роджера Мортімера, і Жан Бретонський, граф Річмонд. Королева відмовлялася бачити Степлдона і повертала непрочитаними його листи. Степлдон повинен був забезпечити королеву грошима, але лише в тому випадку, якщо вона пообіцяє повернутися до Англії. Єпископ поспішно залишив Францію, тому що побоювався за своє життя.

### Стосунки з Мортімером. Підготовка до вторгнення в Англію
Едуард у листах до папи та Карла IV марно висловлював свою стурбованість з приводу відсутности дружини. Французький король відповідав зятеві: "Королева приїхала з власної волі і може повернутися, коли їй до вподоби. Але якщо вона воліє залишатися тут, вона моя сестра і я не можу її вислати". Ізабелла, яка до того часу посилала чоловіку й Діспенсерам доброзичливі листи, виразила непокору. Вона заявила, що не повернеться, поки між нею та її чоловіком буде стояти третя особа (Діспенсер). З цього часу одягалася як вдова, стверджуючи, що Діспенсер знищив її шлюб з Едуардом. В одному з послань королю Ізабелла пригрозила вторгненням її союзників у країну для повалення фаворита.
У грудні 1325 помер Карл Валуа, на похорон приїхала його дочка Жанна, графиня Геннегау. Ймовірно, з графинею в Париж прибув Роджер Мортімер, який знайшов притулок у Геннегау. Немає жодних відомостей, що Ізабелла й Мортімер зустрічались у Франції раніше грудня 1325 року. Вікторіанські історики вважали, що любовні взаємини королеви з бунтівним бароном розпочалися ще задовго до її поїздки у Францію, сучасні дослідники ж схиляються до версії, що коханцями вони стали саме в кінці 1325 року. Ізабелла не могла не розуміти, наскільки це небезпечно. Вже те, що вона залишила чоловіка, нехай і утримувала сина, порушувало всі умовності того часу. Зрада ж могла привести її до загибелі.
На початку січня 1326 Едуард II через архієпископа Рейнольдса був сповіщений про те, що французький король запропонував одружити наслідного принца з дочкою Вільгельма де Ено і просив того про допомогу в нападі на Англію. Незабаром Едуард дізнався і про зраду дружини. 8 лютого він випустив сповіщення про загальний збор військ, де вперше пов'язав імена Ізабелли й Мортімера. У тому ж місяці в Парижі Ізабелла, Мортімер і Кент вели таємні переговори з послом Роберта Брюса графом Море. Можливо, партія королеви в обмін на припинення набігів на північні землі Англії пропонувала визнати Брюса королем. Навесні до Парижа прибули папські нунції, їхнім завданням було примирення Ізабелли з чоловіком. Ймовірно, умовою повернення королева висунула вимоги видалити від двору Діспенсерів і повернути їй конфісковані маєтки. Перспектива полюбовної угоди не входила в плани Мортімера, який, за деякими відомостями, обіцяв убити Ізабеллу, якщо вона повернеться до Англії. Умови, на яких Ізабелла погоджувалася повернутися, не були прийняті ні Едуардом, ні, тим більше Діспенсерами. Не вплинуло на Діспенсера і послання Іоанна XXII з зазначенням сприяти відновленню миру між подружжям. Тим часом Ізабелла прискорила підготовку до вторгнення і вступила в листування з незадоволеними правлінням Едуарда II в самій Англії. Однак її позашлюбні стосунки стали широко відомими, і королева втратила прихильність папи. Іоанн XXII направив Карлу IV едикт з вимогою не надавати більш притулку коханцям. Сучасні хроністи вважали, що Карл, отримавши попередження папи й піддавшись на вмовляння Діспенсерів, мав намір відправити сестру в Англію. Але, швидше за все, французький король вів більш тонку гру: йому, зайнятому війною в Гасконі, було вигідно залишитися в тіні. І коли, залишивши Париж, Мортімер вирушив до Ено, а Ізабелла разом з Кентом в Понтьє, Карл не переслідував королеву і не видав її маршрут Едуарду II. Флот ж, зібраний в той час французьким королем біля узбережжя Нормандії, цілком міг відвернути увагу його зятя від небезпеки, що виходила з Ено.

### Повалення Едуарда ІІ
Ще в Парижі Ізабелла досягла попередньої домовленості з Вільгельмом де Ено і його дружиною про шлюб свого сина з однією з їхніх дочок. Придане і отримані раніше кошти від Карла IV пішли на оплату найманців з числа жителів Брабанта, до яких додався загін під проводом брата Вільгельма Іоанна. Граф в рамках шлюбних домовленостей надав також вісім військових кораблів і дрібні судна. Ізабелла, можливо, уклала таємну угоду з шотландцями про те, що вони утримаються від нападів на англійські землі під час її походу проти Едуарда. На думку дослідників, Ізабелла здійснювала фінансову та дипломатичну підготовку вторгнення, Мортімер узяв на себе військову частину операції. 22 вересня 1326 вони з невеликим загоном відпливли до Англії з Дордрехта. Едуард II був проінформований про дату вторгнення і вжив заходів для перехоплення змовників.
Ухилившись від зустрічі з флотом, посланим Едуардом, загін Ізабелли 24 вересня висадився біля села Орвелл (східне узбережжя Англії). За різними оцінками, спочатку в розпорядженні Ізабелли було від 300 до 2000 солдатів, найбільш ймовірна цифра — 1500. Ізабелла написала сповіщення до жителів міст Англії, в яких повідомляла про своє повернення, наміри покарати винних у смерті Ланкастера й вигнати Діспенсерів. Через деякий час Ізабеллу зустрів Томас Норфолк, зведений брат Едуарда II, на землі якого висадилися змовники. Сам він був призначений Едуардом відповідальним за збір військ для чинення опору вторгненню. 27 вересня в Норфолку на службу королю з'явився загін чисельністю лише у п'ятдесят п'ять осіб.

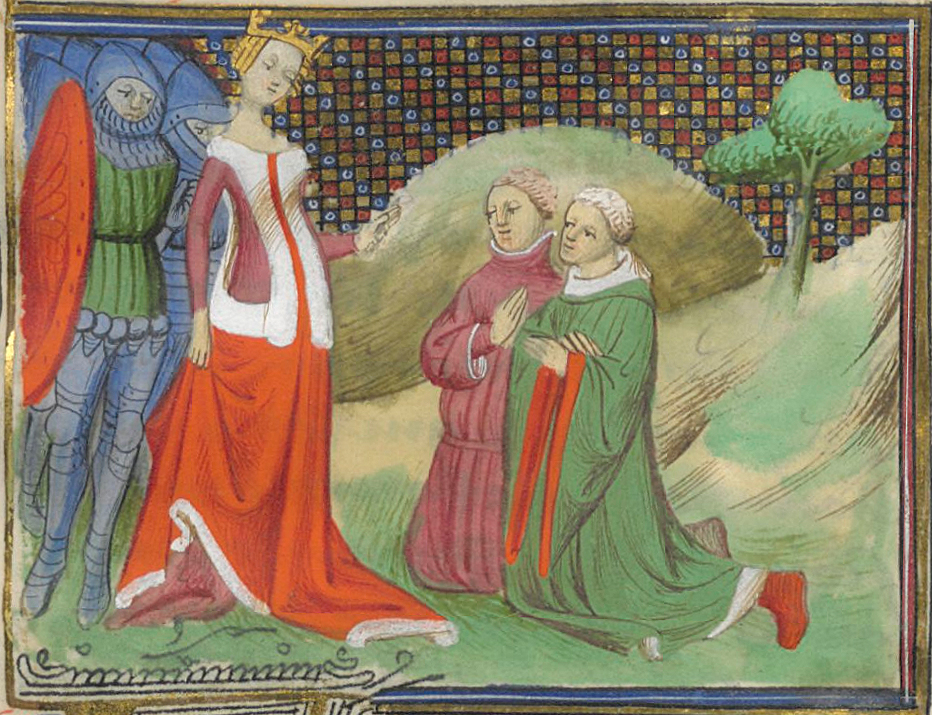
Г'ю Діспенсер-Молодший і Едмунд Фіцалан перед Ізабеллою. Мініатюра з хронік Фруассара

Не зустрічаючи ніякого опору, бунтівники дійшли до Бері-Сент-Едмендс і Кембриджу. У Кембриджі до Ізабелли й Мортимера приєднався Генрі Плантагенет, брат страченого Томаса Ланкастера, зі своїми лицарями. Звістка про вторгнення наздогнала короля в Лондоні 27 вересня. Заклики Едуарда до об'єднання проти заколотників не подіяли. Ситуація в самому Лондоні стала небезпечною для короля. Ізабелла, продовжуючи рух на південь, 2 жовтня досягла Оксфорда, де її зустріли як рятівницю. Давній противник Едуарда, єпископ Герефорду Адам Орлетон, виступив в університеті з промовою про злодіяння Діспенсерів. У той же день Едуард залишив Лондон і попрямував на захід у бік Вельсу. Ізабелла і Мортімер в союзі з Ланкастером об'єднали всіх невдоволених правлінням короля в коаліцію. 7 жовтня заколотники зупинилися біля міста Данстейбл. Лондон в той час був у руках повсталих містян. Єпископ Степлдон, не розуміючи, що престиж королівської влади в столиці знищений, спробував втихомирити бунтівників, щоб захистити свою власність. Ненависний для всіх як слуга Едуарда, він був убитий — його голову пізніше надіслали Ізабеллі її прихильники. Події в Лондоні сильно схвилювали її, бо в Тауері, захопленому містянами, перебував її молодший син Джон, оголошений повсталими хранителем цієї фортеці й Сіті, проте в той момент вона була позбавлена змоги вплинути на події в столиці. Едуард 9 жовтня досяг Глостера. Ізабелла з військами прийшла туди через тиждень після чоловіка, який до того часу встиг перетнути кордон із Вельсом. 15 жовтня вона, зрозумівши, що народ на її боці, вирішила відкрити свої справжні наміри. У цей день Орлетон в Воллінгфорді виголосив промову «Голова моя! Голова моя болить!», спрямовану вже проти Едуарда II.
18 жовтня Ізабелла і Мортімер обложили Бристоль, де зник Діспенсер-старший. Місто відкрило ворота перед змовниками 26 жовтня, і королева нарешті возз'єдналася зі своїми дочками Елеонорою і Джоан, яких Діспенсер утримував в Бристолі.
У той же час Едуард і Діспенсер-молодший намагалися добратися по морю до Ланді, невеликого острова біля берегів Девону. Однак через погану погоду їм довелося повернутися до Вельсу. Маючи в тилу вже вірний їй Бристоль, Ізабелла пройшла до Херефорда, там наказала Генрі Плантагенету знайти і заарештувати Едуарда. 16 листопада король і його фаворит були знайдені й узяті під варту поблизу Ллантрізанта. Г'ю Діспенсер-старший, захоплений у Бристолі, незважаючи на несміливі спроби Ізабелли врятувати його, під натиском партії Ланкастерів був засуджений до четвертування, повішення і обезголовлення. Дослідники відзначають, що Ізабелла завжди скаржилася тільки на дії Діспенсера-молодшого і, схоже, не мала ворожнечі до його батька, але піти проти волі своїх союзників не могла. За «злочини, що порочать лицарську гідність» Діспенсера стратили в мантії з гербами, щоб його герб «був знищений назавжди». Тіло його розчленували й кинули «на поживу псам.» Едмунд Фіцалан, один з головних прихильників Едуарда II, що в 1322 році отримав землі, конфісковані в Мортімера, був страчений 17 листопада.

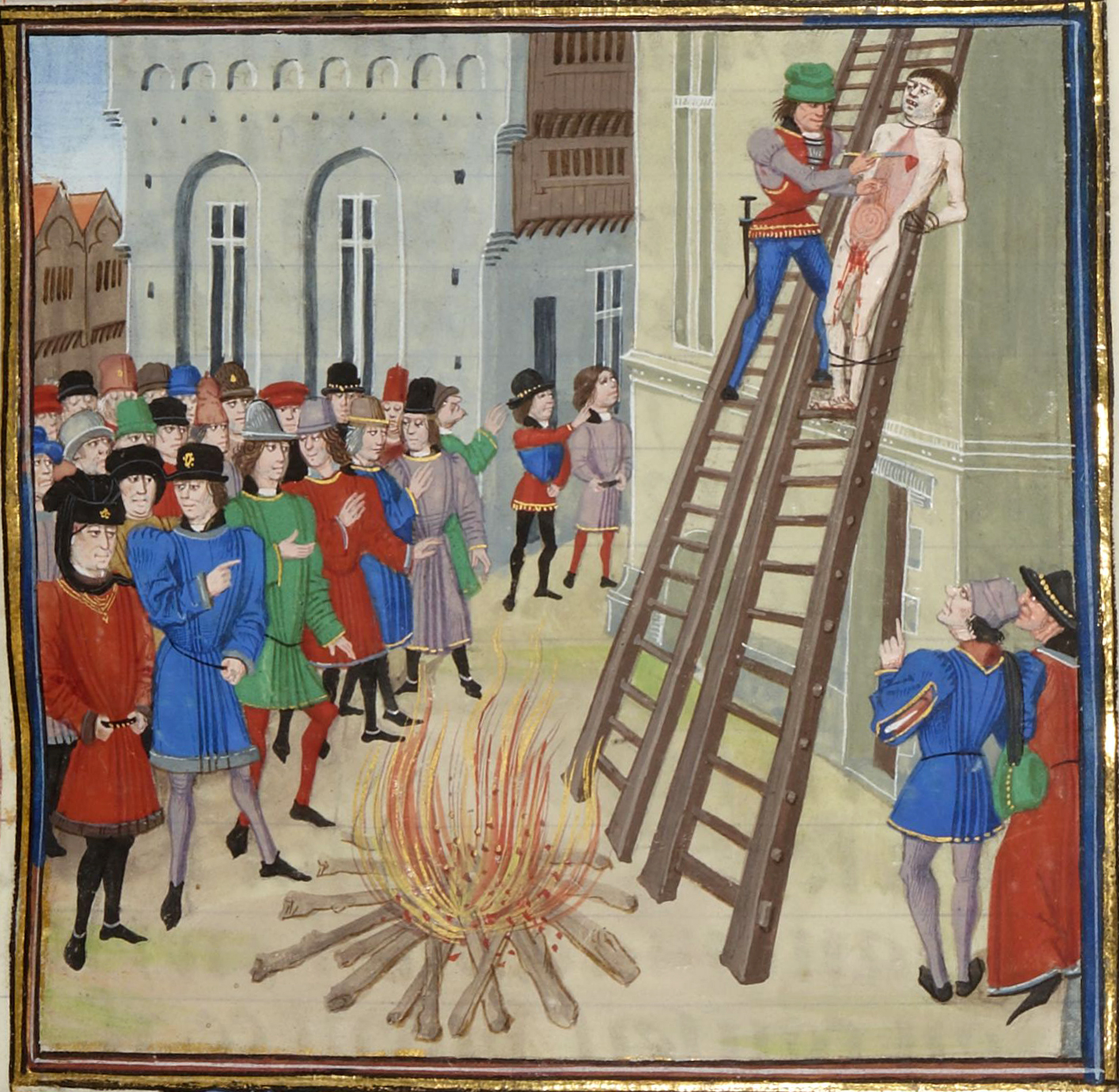
Страта Діспенсера-молодшого. Мініатюра з Хронік Фруасссара

Г'ю Діспенсер-молодший був страчений 24 листопада в Херефорді при величезному скупченні народу. Його повісили як злодія й четвертували і відправили частини тіла в найбільші міста Англії. Саймона Редінга, захопленого разом з Діспенсером, повісили поруч із ним, звинувативши в образі Ізабелли. Після страт ключових фігур правління Едуарда II Ізабелла і Мортімер стали стриманіші. Дрібні дворяни отримали прощення, урядові чиновники високого рівня, здебільшого призначені на свої посади обома Діспенсерами і Степлдоном, також залишилися на своїх місцях.

### Скинення з престолу Едуарда ІІ
Едуард II тимчасово перебував під охороною Генрі Ланкастера в замку Кенілворт. Велика королівська печатка була передана Ізабеллі. Королева зайняла Лондонський Тауер і призначила мером одного зі своїх прихильників. Але Едуард все ще був королем і чоловіком Ізабелли. Ситуація залишалася напруженою, королева побоювалася, що прихильники Едуарда звільнять його. У листопаді було скликано раду знаті і духівництва у Воллінгфорді для визначення подальшої долі Едуарда. Обговорювалося питання про позбавлення його життя. Йоганн д'Ено, вказавши, що неможливо робити замах на життя помазаника божого, запропонував позбавити Едуарда влади і тримати в ув'язненні все життя. На раді піднімалося також питання про возз'єднання подружжя, оскільки Едуард II просив повернути йому сім'ю. Однак, враховуючи, що він погрожував вбити Ізабеллу, вирішили відмовити йому, що збігалося з бажанням королеви. На січневу сесію парламенту 1327 року задля дотримання законности Едуард запрошувався двічі, але він, проклявши всіх учасників засідання, відмовився бути присутнім. У парламенті домінували прихильники Ізабелли й Мортімера, очолювані Адамом Орлетоном. Сам Мортімер виступив з промовою, в якій перерахував причини, які потягли за собою необхідність повалення Едуарда. У Вестмінстер-Хол впустили натовп містян, налаштованих проти короля. Орлетон виголосив промову «Божевільний король погубить свій народ», закликав присутніх позбавити Едуарда влади й визнати королем його сина. Натовп одностайно зажадав скинення Едуарда II. Проти висловилися лише архієпископи: Йоркський Вільям Мелтон, Лондонський Стефен Грейвсенд, Рочестерський Гамо Хіт і Карлайлський Джон Росс, ніхто з колишніх друзів і прихильників короля не посмів приєднати свій голос до протестів. Церемонію скинення провів архієпископ Рейнольдс. Коли в зал ввели принца, лорди принесли йому оммаж, було відмічено, що єпископи, що протестували проти позбавлення влади, не брали участь у церемонії. За словами хроніста, Ізабелла під час засідання «виглядала так, немов ось-ось помре від горя» і кілька разів плакала. Принц Едуард несподівано заявив, що не прийме корону проти волі батька, і протягом декількох днів нікому не вдалося переконати його змінити своє рішення. У Кенілворт була направлена делегація з тридцяти чоловік на чолі з Орлетоном. Попередньо, 20 січня з Едуардом ІІ зустрілися Орлетон, Стратфорд і Бергерш. Орлетон зажадав зречення від короля, заявивши, що інакше парламент може відкинути його спадкоємців і звести на престол представника іншої сім'ї (мався на увазі Мортімер). Погроза подіяла: Едуард, ридаючи, зрікся корони.
Принц Едуард став наступним англійським королем. Зважаючи на те, що принц був неповнолітнім, була створена регентська рада. Відомі імена дванадцяти лордів, що входили до ради на чолі з Генрі Ланкастером, серед членів ради не згадуються Ізабелла й Мортімер. Але все-таки багато юристів стверджували, що Едуард II, незалежно від рішення парламенту, все ще є законним королем. Залишалася імовірність повернення Едуарда до влади за допомогою його прихильників, й, оскільки король був мстивий, положення Ізабелли було небезпечним.

### Смерть Едуарда ІІ

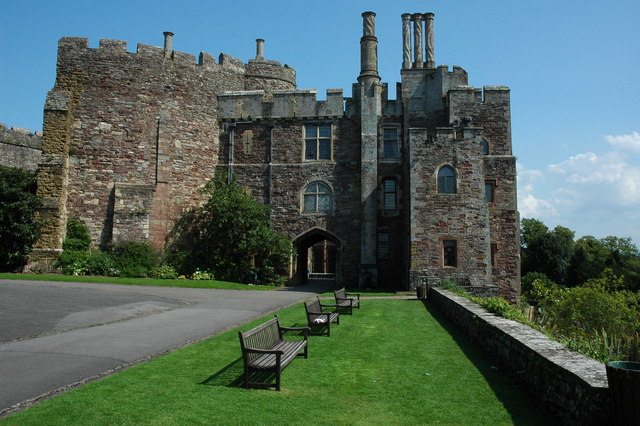
Замок Берклі

Подальша доля Едуарда II й роль Ізабелли в ній до досі служать предметом суперечок істориків. Вони згодні з тим, що скинутого короля з міркувань безпеки було наказано перевезти з Кенілворта в замок Берклі, поблизу володінь Мортімера, під опіку Джона Мальтраверса і Томаса Берклі, зятя Мортімера. 23 вересня 1327 Ізабелла й Едуард III, що знаходилися в Лінкольні, отримали повідомлення, що Едуард II загинув в результаті «нещасного випадку». Мортімер був у цей час у Вельсі, виконуючи обов'язки головного судді. За два тижні до смерті Едуарда він отримав звістки про змову, що мало на меті звільнення колишнього короля. За повідомленнями хроністів, розкриття змови й вирішило долю Едуарда II.
Згідно з популярною легендою Ізабелла й Мортімер, вирішивши покінчити з Едуардом і водночас уникнути звинувачення у вбивстві, написали його тюремникам двозначний лист на латині (лат. Eduardum occidere nolite timere bonum est). У залежності від розташування коми (перед або після timere), його можна було прочитати і як «Не бійтеся вбити Едуарда, це добре», і як «Бійтеся вбити Едуарда». Насправді не існує твердих доказів рішення остаточно розправитися з Едуардом чи наявности подібного листа. Як зазначає біограф Ізабелли Е. Уейр, королева й Мортімер у вересні 1327 перебували в різних місцях і не мали часу ухвалити спільно відповідне рішення. На думку Уейр, наказ про вбивство, якщо такий був, був від Мортімера.
Тіло Едуарда II було поховане в Глостерському соборі, його серце положили в срібну шкатулку й передали Ізабеллі. На церемонії похорону, що відбулася 20 грудня 1327 та проведена з усією можливою пишністю, були присутні Ізабелла, Едуард III, Мортімер і весь королівський двір.
Ходили чутки, що Едуард вижив і перебував десь у Європі. Вони знайшли відображення в знаменитому листі Фієскі, яке адресоване Едуарду III і датується кінцем 1330-х — 1340-ми роками. Існують різні інтерпретації обставин як смерті, так і порятунку Едуарда II. Крім того, сучасні історики сумніваються, що він був убитий за допомогою розпеченої кочерги. Вважається, що Едуард дійсно помер у замку Берклі від хвороби, викликаної ув'язненням, або був убитий. Подальші ж розповіді про його порятунок були просто легендами, аналогічні тим, що були пов'язані з Жанною д'Арк після її смерті.
Проте деякі історики мають власний погляд на долю Едуарда II. Пол Доерті наполягає на тому, що в листі Фієскі розказано про реальні події. Згідно з ним, Едуард втік із замку Берклі за допомогою якогось лицаря Вільяма Окла, який з'явився в Європі під ім'ям «Вільям Валлієць», щоб відволікти увагу від самого скинутого короля. Іен Мортімер, спираючись на документи тієї епохи, починаючи з 1327 року, стверджує, що Роджер Мортімер сам влаштував втечу Едуарда з Берклі. За цією версією, після «втечі» Едуард жив в Ірландії, отримав справжню свободу після падіння Мортімера й навіть здійснив подорож по Європі, а після своєї смерті був похований в Глостері. Елісон Уейр, також використовуючи лист Фієскі, стверджує, що Едуард II втік, убивши одного зі своїх тюремників і надалі жив як відлюдник. Відповідно до цієї версії в Глостерський соборі був похований не Едуард, а той, кого він вбив. Всі автори альтернативних версій долі скинутого короля сходяться на думці, що в своїх інтересах Ізабелла й Мортімер, знаючи, що він живий, офіційно оголосили про смерть Едуарда. Більшість же істориків, зокрема Девід Карпентер, вважають, що подібні припущення безпідставні.

### Регентство Ізабелли
У 1328 році син Ізабелли, Едуард III, одружився з Філіпою Геннегау. Домовленість про це була укладена між Ізабеллою і батьками Філіппи ще в 1326 році. Пишна церемонія одруження відбулася в Йорку. У молодої королеви, всупереч звичаю, не було свого двору, не отримала вона від свекрухи і земель, на володіння якими за життя чоловіка мала право як королева-дружина. Коронація Філіппи була відкладена на невизначений час. Можливо, королева-мати навмисно тримала невістку на задньому плані, побоюючись втратити свій вплив на сина і, разом з ним, свою владу.
Повернувши собі свої землі, Ізабелла, незважаючи на те, що її особисті статки значно збільшилися, не зупинилася на досягнутому, ставши одним з найбільших землевласників королівства. До Ізабелли ніхто з англійських королев не вів настільки марнотратний спосіб життя. Доходи з володінь королеви зросли з 4 400 до 13 333 фунтів на рік, величезної в ті часи суми. Уже в перші дні правління Ізабелла отримала з королівської казни близько 12 000 фунтів, а незабаром, під приводом погашення зовнішнього боргу, ще 20 000 фунтів. Їй також були потрібні значні кошти для винагороди своїх союзників. Мортімер також зосередив увагу на збільшенні своїх володінь, в основному за рахунок земель Валлійської марки. Неможливо визначити ступінь участи Мортімера у справах управління країною, так як він правив спільно з Ізабеллою і не обіймав ніякої офіційної посади. На думку Е. Уейр, співпраця королеви-матері і її фаворита ґрунтувалася на взаємній довірі, і вони «розділили між собою сфери впливу».
Під час регентства Ізабеллі довелося зіткнутися з рішенням зовнішньополітичних проблем, що залишилися в спадок від попереднього правління. Навесні 1327 шотландці відновили набіги на північні землі королівства. Влітку цього ж року англійці почали нову військову кампанію проти невизнаного ними короля Роберта Брюса. Військо під проводом молодого короля протягом трьох тижнів переслідувало загони Дугласа і Рендольфа, але до вирішальної битви справа не дійшла. Виснажені безрезультатною гонитвою, англійці були змушені повернутися на південь. Тим часом Дуглас осадив спочатку Дарем, потім Алінк та Норгем, а Роберт Брюс вторгся в Нортумберленд. Ізабелла віддала перевагу вирішити проблему дипломатичним способом. У жовтні 1327 королівські посланці таємно відвідали Брюса в Норгемі, щоб дізнатися його умови. Едуард III спочатку був проти мирного договору, проте у кінцевому результаті поступився. У результаті було укладено Нортгемптонський договір. Згідно з ним, дочка Ізабелли Джоан Тауерська виходила заміж за спадкоємця шотландського престолу Давида, а Едуард III відмовлявся від претензій на шотландські землі в обмін на обіцянку військової допомоги проти будь-якого супротивника, крім французів, і 20 000 фунтів компенсації за рейди по північних районах країни. Незважаючи на те, що в результаті угоди північні землі країни були в безпеці, правлінню Ізабелли вона не додала популярности. Сам король, поступившися натиску матері, не втрачав нагоди продемонструвати своє невдоволення договором. Крім того, велика частина шотландських грошей надійшла не в королівську скарбницю, а залишилася в Ізабелли.
Другою зовнішньополітичною проблемою була ситуація з гасконськими землями. Ізабелла і тут вирішила питання за допомогою переговорів. За мирним договором, укладеним в Парижі, частина Гасконі без Аженуа поверталася Англії в обмін на 50 000 фунтів компенсації. Втрата Аженуа, як мирний договір з Шотландією, лише посилила непопулярність Ізабелли й Мортімера.
Генрі Ланкастер був одним з перших, хто порвав із Ізабеллою і Мортімером. Обурений укладеним у Нортгемптоні договором, а також тим, що землі графства Лінкольн, що належали раніше його братові, були поділені між Ізабеллою, Мортімером і його сином, у 1327 році він покинув двір. Користуючися прихильністю населення Лондона й деяких магнатів, він відкрито став на чолі опозиції.
Ізабелла провела реформу королівської адміністрації і місцевих правоохоронних органів, якої потребувала країна після заворушень правління Едуарда II. 28 квітня 1328, після смерті останнього брата Ізабелли Карла, Едуард III за її схвалення заявив про претензії на французький престол. До Франції було направлено англійське посольство, яке вимагало офіційного визнання його прав. Однак пери Франції ігнорували вимоги Едуарда, заява якого залишилася символічною. Королівська скарбниця була порожня, становище в країні у зв'язку з переходом Ланкастера в опозицію було близьке до громадянської війни. У цій ситуації неможливо було піти на військові дії, Ізабелла обмежилася тим, що переорієнтувала зовнішньополітичні зв'язки на найближчих сусідів і суперників Франції. У листопаді 1328 вона відповіла послам Філіпа VI, що Едуард III, син короля, ніколи не принесе оммажу синові графа. Коли у відповідь Філіп VI привласнив доходи з гасконських земель, стурбовані англійські магнати просили королеву діяти більш обачно.
У 1329 році Едуард III, на вмовляння матері, приніс Філіпу VI васальну присягу, втім, було вирішено, що це буде так званий умовний оммаж (без зобов'язань щодо несення військової служби), який не завадить згодом претендувати на корону Франції. Хроністи XIV століття (наприклад, Джеффрі Бейкер) розцінили позицію Ізабелли як зраду сина, проте у той час ситуація не давала вступати в конфлікт з Францією, і королева-мати це розуміла.

### Падіння і страта Мортімера
Восени 1328 Мортімеру був присвоєний спеціально створений для нього титул — граф Марч. Включення Мортімера у число графів викликало невдоволення магнатів королівства, насамперед Ланкастера. За словами сучасників, після отримання титулу Мортімер став поводитися як король. Ізабелла через сина дала йому дозвіл утримувати збройний почет. Сто вісімдесят валлійців, що супроводжували графа Марча всюди, завдавали чимало бід не стільки його ворогам, скільки мирним людям. Річний дохід Мортімера становив 8 000 фунтів, він жив у нечуваній розкоші. Королева заплющувала очі на зухвалість свого коханця і, ймовірно, передала йому верховенство в справах управління.
Наприкінці 1328 Генрі Ланкастер зважився на збройний виступ проти Ізабелли й Мортімера. Він погрожував висунути в Парламенті звинувачення проти останнього в злочинній змові з шотландцями при укладанні мирного договору. Королівськими силами командував Мортімер, у похід вирушили також Ізабелла і король Едуард. У січні 1329 Мортімер узяв фортецю Ланкастера Лестер, а потім — Бедфорд. Ланкастер, надісланий союзниками після взяття Лестера, був змушений капітулювати. Він уникнув смерти, але був добряче оштрафований. Деякі заколотники, наприклад, колишній прихильник королеви Генрі де Бомон, втративши величезні земельні володіння в Шотландії, — утекли у Францію.Тих же, хто залишився в Англії, Ізабелла помилувала. Навесні 1330 року Едмунд Кентський, вважаючи, що його зведений брат живий, спробував організувати повалення Мортімера. Змова була швидко розкрита, заарештовані граф Кентський і декілька його прихильників — зокрема Саймон Мепехем, архієпископ Кентерберійський. Прохання про помилування Едмунда Кента було відхилено, Ізабелла наполягла на його страті. Міський кат відмовився привести вирок у виконання, Едмунда стратив злочинець, якого за це було помилувано.
Деякі дослідники припускають, що наприкінці 1329 Ізабелла завагітніла. Елісон Вейр говорить про вагітність королеви з обережністю: двічі, у 1329 і 1330 роках, королева склала заповіт, до цього вона робила так лише один раз, коли носила свою першу дитину. Якби дитина Мортімера та королеви з'явилася на світ, то була б ускладненням для матері й небезпечною для короля. Вейр припускає, що обидві вагітності Ізабелли закінчилися викиднями.

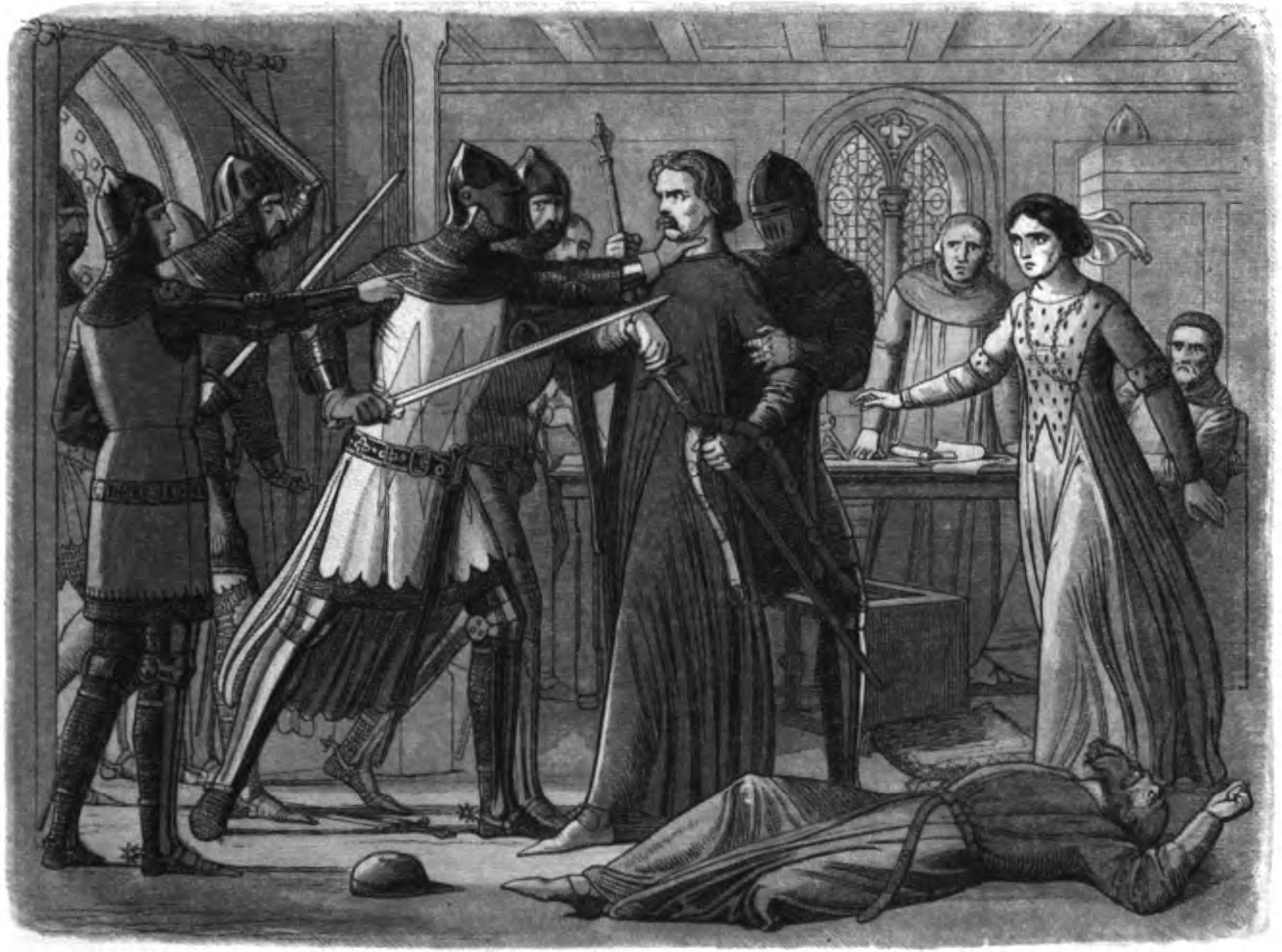
Едуард ІІІ схопив Роджера Мортімера, коханця своєї матері.

Тим часом молодий король, відсторонений Мортімером від влади, таємно об'єднав навколо себе його супротивників з числа діячів церкви і дворян. Він розкрив свої задуми щодо повалення Мортімера тільки найнадійнішим соратникам — Вільяму Монтегю і Річарду Бери. Восени 1330 Ізабелла й Мортімер, оточені збройним почтом, прибули в замок Ноттінгем. 18 або 19 жовтня Мортімер у зв'язку з отриманими відомостями про нову змову викликав на раду і допитав Монтегю і його друзів. Мортімер звинуватив Едуарда, присутнього на раді, у змові проти нього. Король і Монтегю все заперечували. Після ради Монтегю вирішив, що настав час для рішучих дій, і переконав короля завдати удару. Вночі 19 жовтня 1330 озброєні дворяни з почту короля проникли в замок через таємний хід. Ізабелла, Мортімер та інші члени королівської ради обговорювали можливість арешту Монтегю, коли з'явилися люди короля. Едуард, не бажаючи показуватися на очі матері, став біля дверей її апартаментів. Мортімер чинив опір, убив одного з нападників, але був схоплений. Ізабелла марно благала сина «помилувати доброго Мортімера».
У листопаді був скликаний Парламент, який засудив Мортімера на смерть за державну зраду. У ході судового розслідування Ізабелла зображувалася як безневинна жертва, а її роман не згадувався зовсім. Мортімера повісили в Тайберні, особлива милість короля полягала в тому, що його труп не розчленували, щоб розіслати по найбільших містах країни, що було звичаєм цієї епохи.

### Останні роки
Після перевороту Ізабелла перебувала під арештом у замку Бекхемстед, потім під домашнім арештом у Віндзорському замку до 1322 року, а згодом знову переїхала в замок Різінг в Норфоку. Вікторіанська історикиня Агнес Стрікленд стверджувала, що в цей час Ізабелла страждала від раптових нападів божевілля, але сучасні дослідники припускають, що у неї був лише нервовий зрив після втрати Мортімера. У цей час вона перебувала під наглядом лікаря. Навесні 1332 вона отримала часткову свободу, отримавши дозвіл залишити Віндзор, і приєдналася до двору.

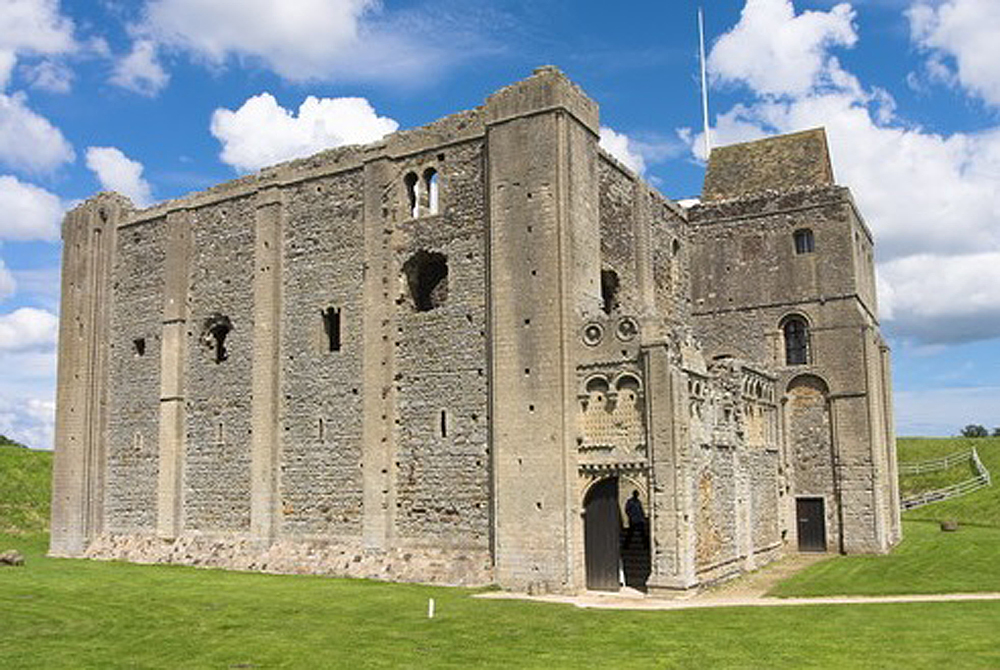
Замок Різінг, де Ізабелла провела останні роки свого життя.

Ізабелла залишалася дуже багатою, незважаючи на те, що після втрати влади передала свою вдовину частину синові, натомість їй були виділені інші землі. У 1331 році їй було призначено річне утримання у розмірі 3 000 фунтів, що збільшилося у 1337 році до 4 000 фунтів. Вона розкішно жила в Норфолку, у її почеті, крім придворних дам і лицарів, також були конюхи, тридцять три службовці й чимало слуг. Мешканці найближчого до замку Різінг міста зобов'язані були безплатно постачати туди певну кількість провізії. Також Ізабелла отримувала чверть від суми митних зборів Ліннського порту. Едуард бачився з матір'ю двічі-тричі на рік, в інший час листувався з нею і посилав подарунки. Королева захоплювалася літературою, особливо легендами про короля Артура, колекціонуванням коштовностей і святих реліквій. Можливо, вона наприкінці свого життя цікавилася астрологією і геометрією, так як одного разу отримала в подарунок мідні квадранти. У 1337 році Едуард повернув матері доходи від Понтьє і Монтрейля, а також право розпоряджатися майном на свій розсуд.
З роками Ізабелла зблизилася зі своєю дочкою Джоан, особливо після того, як та стала жити окремо з чоловіком, Давидом Шотландським. Вона дуже любила своїх онуків, особливо ж зблизилася зі старшим — Едуардом. Отримавши з роками відносну свободу, Ізабелла з принцом Едуардом відвідала низку святих місць. Як раніше, брала участь у житті королівського двору і мала багато відвідувачів. Дружила із донькою Роджера Мортімера Агнес Мортімер, графинею Пемброк, і його внуком, також Роджером Мортімером, якому Едуард III повернув титул графа Марча. У 1348 році планувався візит Ізабелли до Франції для участі в мирних переговорах, але зрештою поїздка не відбулася. Відомо, що Ізабелла за бажанням папи вмовила сина в 1354 році звільнити герцога Бретані, утримуваного ним як заручника.
Востаннє Ізабелла вийшла на люди в квітні 1358 року на лицарському турнірі у Віндзорі, присвяченому святкуванню дня Святого Георгія. Убралась у сукню з шовку, розшитій сріблом, рубінами, перлами та золотими шнурами.
Померла Ізабелла 22 серпня 1358. Вона заповіла частину свого майна, зокрема замок Різінг, принцу Едуарду, а деякі особисті речі — своїй дочці Джоан. Її тіло було перевезено до Лондона і поховано у францисканській церкви в Ньюгейті. Пишна церемонія відбулася 27 листопада, процесія пройшла через увесь Лондон, за труною першим слідкував принц Вельський — найближчий з родичів, присутніх на похоронах. Заупокійну службу вів архієпископ Кентерберійський Саймон Айліп. Ізабелла була похована у весільній мантії. На її прохання срібна скринька, у якій зберігалося серце Едуарда II, була покладена в її труну. На могилі скульптором Агнес Ремсі було споруджено мармуровий надгробок (встановлено в 1359 році) зі статуєю королеви. Пам'ятник постраждав під час Реформації, пізніше лорд-мер Лондона разом із кількома іншими статуями і надгробками продав його, і сліди скульптурного портрета королеви загубилися. Під час Другої світової війни будівля на Ньюгейт-Сіті була зруйнована німецькою авіацією, могила Ізабелли Французької не збереглася.

### Література

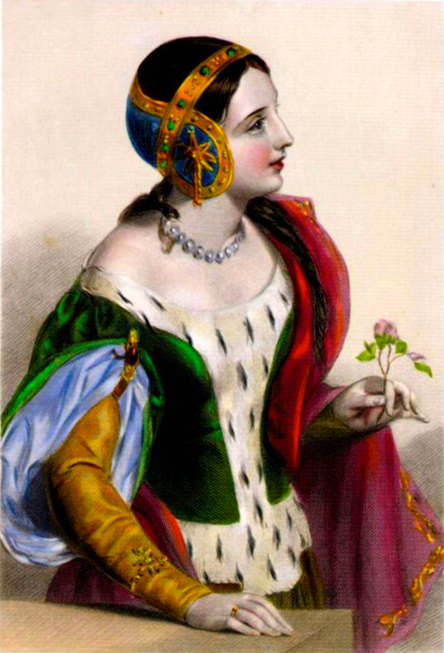
Ізабелла Французька, XIV ст.

## Родина
Чоловік — Едуард ІІ, король Англії
Діти:
- Едуард ІІІ (1312—1377) — король Англії
- Джон Елтемський (1316—1336) — граф Корнуолльський
- Елеонора Вудсток (1318—1355) — дружина (з 1332) Рейнальда ІІ Гелдернського
- Джоан Тауерська (1321—1362) — дружина (з 1328) Давида ІІ, короля Шотландії

## Ізабелла в мистецтві

### Кіно
Цикл романів «Прокляті королі» екранізувався двічі, в 1972 році роль Ізабелли зіграла Женев'єва Касіль, а в 2005 — Жюлі Гайе. Але найзнаменитіший образ Ізабелли в кінематографі був втілений французькою актрисою Софі Марсо у драмі «Хоробре серце». У фільмі на відміну від сформованої традиції Ізабелла — позитивний персонаж. Однак її стосунки з Вільямом Воллесом, нібито справжнім батьком Едуарда III, — вигадка: Воллес був страчений за рік до приїзду Ізабелли в Англію і за п'ять років до народження майбутнього англійського короля.
У 1991 році Дерек Джармен поставив за п'єсою Марло однойменний фільм, де Ізабеллу грає Тільда Свінтон. Англійська королева з'явилася в образі «фатальної жінки», чиє нерозділене кохання до Едуарда штовхає її на заколот проти короля.

### Портрети Ізабелли
Збереглися портрети Ізабелли, як мініатюрні в рукописах XIV і XV століть, так і скульптурні. Однак чимало з них передають лише символічний образ королеви. У монастирі Беверлі (Йоркшир) одна з скульптурних консолей (жіноча голова в короні і покривалі) вважається її портретом. Обличчя жінки з Беверлі дуже схоже на скульптурні портрети Філіпа IV, Людовіка X і Філіпа V з надгробків у Сен-Дені. Фігура жінки в короні і зі скіпетром серед надгробків на гробниці Джона Елтемского, можливо, також є зображенням королеви.